# Leptomyrina boschi
Leptomyrina boschi är en fjärilsart som beskrevs av Embrik Strand 1911. Leptomyrina boschi ingår i släktet Leptomyrina och familjen juvelvingar. IUCN kategoriserar arten globalt som livskraftig. Inga underarter finns listade i Catalogue of Life.